# Under Wraps
Under Wraps is een album van de Britse progressieve-rockband Jethro Tull, uitgebracht in 1984.

## Geschiedenis
Naast A Passion Play is dit het meest controversiële album van de band. Het is net als Ian Andersons soloalbum Walk into Light uit 1983 erg elektronisch met drumcomputers en synthesizers. Dat was erg populair begin jaren 80, maar deze omschakeling viel niet bij alle bestaande fans in de smaak. Als men echter door dit elektronische jasje heenkijkt moet men vaststellen dat de nummers in compositorisch opzicht van hoge kwaliteit zijn en ook stilistisch typisch Tull.
Opvallend is dat Martin Barre dit als een van de beste albums van Jethro Tull beschouwt, en ook veel muziekrecensenten vinden het naast Genesis' Genesis en Yes' 90125 het hoogtepunt van de progressieve rock uit de jaren 80.

## Stemproblemen
Wel wordt door veel mensen erkend dat de stem van Anderson in deze periode op zijn best was, maar tijdens de tour die volgde kreeg hij medische problemen met zijn keel (laryngitis en spierspasmen). Mede hierdoor besloot de band het drie jaar relatief rustig aan te doen en Andersons stem wisselt vanaf dit punt wat betreft kwaliteit. Het lijkt de laatste jaren weer wat beter te gaan.
Een gevolg is dat de nummers die Anderson vanaf dit punt schrijft aan zijn stembereik aangepast moeten worden, en ook live kan hij niet alle nummers meer zingen. Een gevolg is ook dat er vaker voor instrumentale nummers wordt gekozen en dat bepaalde nummers een toon lager worden gezet, zoals de hit Aqualung.

## Nummers
1. Lap of Luxury
2. Under Wraps #1
3. European Legacy
4. Later, That Same Evening
5. Saboteur
6. Radio Free Moskow
7. Astronomy
8. Tundra
9. Nobody's Car
10. Heat
11. Under Wraps #2
12. Paparazzi
13. Apogee
14. Automotive Engineering
15. General Crossing
16. Lap of Luxury videoclip¹

¹Bonusvideo op de digitaal geremasterde versie.

## Bezetting
- Ian Anderson (dwarsfluit, akoestische gitaar, zang)
- Martin Barre (elektrische gitaar)
- David Pegg (basgitaar)
- Peter-John Vettese (keyboards)